# Рафаель Гарсія Агілера
Рафаель Гарсія Агілера, більш відомий як Бебе (нар. 28 травня 1990, Кордова) — іспанський футзаліст, чемпіон Європи у складі збірної Іспанії 2016 року.

## Досягнення

### Клубні
- Чемпіонат Іспанії: 2017-2018, 2019-2020
- Суперкубок Іспанії: 2012, 2014, 2016, 2017, 2018
- Кубок УЄФА: 2017-2018

### Національні
- Чемпіонат Європи: 2016